# Pachycondyla claudata
Pachycondyla claudata är en myrart som först beskrevs av Menozzi 1926.  Pachycondyla claudata ingår i släktet Pachycondyla och familjen myror. Inga underarter finns listade i Catalogue of Life.